# Taxatio
Nel processo formulare romano il potere di valutazione del giudice poteva essere limitato apponendo alla condemnatio una limitazione, comunemente detta taxatio, ossia un importo massimo che il giudice non avrebbe potuto superare, commettendo altrimenti un illecito.  
est enim una cum aliqua praefinitione, quae vulgo dicitur cum TAXATIONE, veluti si incertum aliquid petamus "iudex N.Negidium A.Agerio dumtaxat sestertium Xmila condemna: si non paret absolve"
Gai. 4.51»
La taxatio veniva applicata nei casi di iniuria particolarmente grave (detta atrox) e sempre e soltanto in corrispondenza della richiesta da parte dell'actor.
Nel processo moderno il giudice civile provvede alla taxatio nel momento in cui ammette il giuramento estimatorio (ex 241, 265 cpc); cass civ 9 ottobre 1974 n.2718.
| Controllo di autorità | Thesaurus BNCF 58128 |